# Copanlisib
Le copanlisib, est un médicament destiné à traiter certains lymphomes et vendu sous la marque Aliqopa.

## Mode d'action
Il s'agit d'un inhibiteur de la PI3-kinase.

## Usage médical
C'est un médicament utilisé pour traiter le lymphome folliculaire en deuxième ligne (en cas d'échec de la première ligne). Il est administré par injection intraveineuse.

## Effets secondaires
Les effets secondaires courants comprennent l'hyperglycémie, la diarrhée, la faiblesse, l'hypertension artérielle, le faible nombre de globules blancs, les nausées, la pneumonie et le faible nombre de plaquettes; d'autres effets secondaires peuvent inclure une infection et une pneumopathie. L'utilisation pendant la grossesse peut nuire au fœtus.

## Histoire
Le copanlisib a été approuvé pour un usage médical aux États-Unis en 2017. Depuis 2022, il n'est approuvé ni au Royaume-Uni ni en Europe. Aux États-Unis, cela coûte environ 5 000 dollars américain  par dose à partir de 2022.